# Obstawa Prezydenta

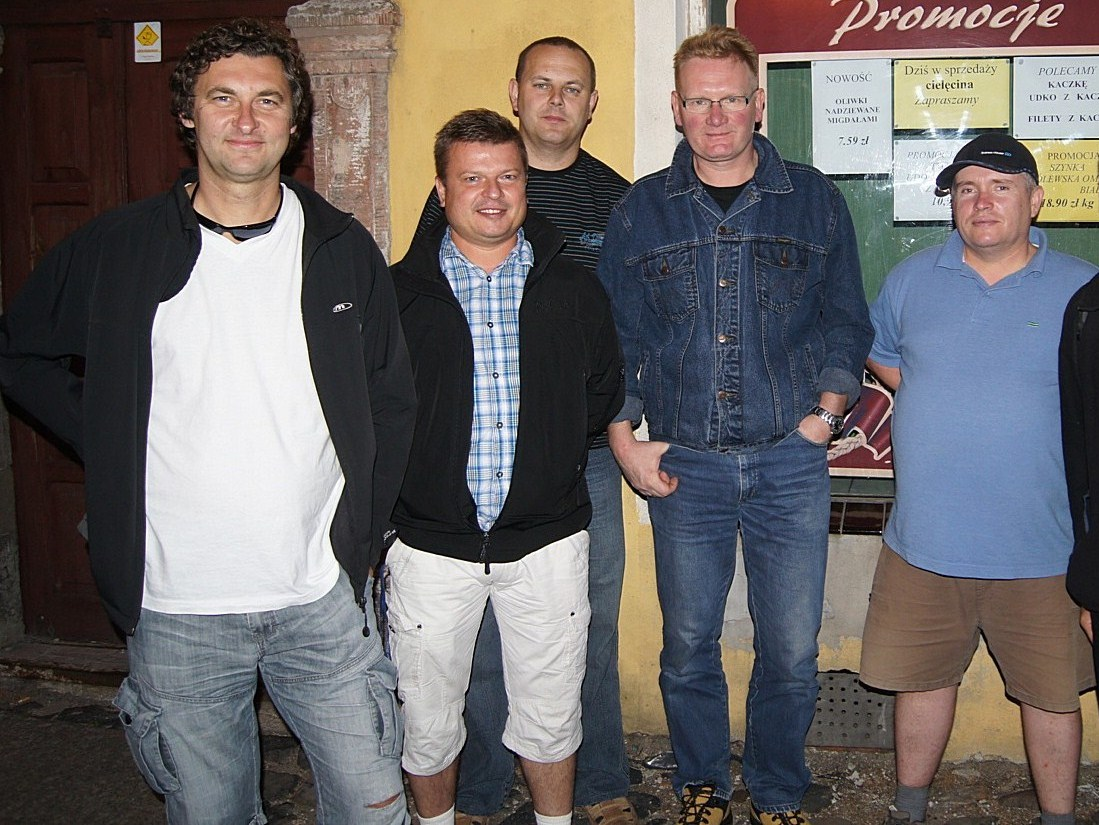
Obstawa Prezydenta

Obstawa Prezydenta – bolesławiecka grupa muzyczna, powstała w 1986 roku. Muzyka Obstawy Prezydenta wywodzi się z bluesowej tradycji. To mieszanka takich stylów muzycznych jak: rock and roll, funk, rock, soul, pub rock.
W 1988 roku gościli w koncercie „Debiuty” podczas opolskiego festiwalu. Kilkukrotnie zespół brał udział w warszawskim Finale Wielkiej Orkiestry Świątecznej Pomocy w studiu Telewizji Polskiej. Są autorami i wykonawcami utworu związanego z WOŚP: „Od rana wszystko wokół zwariowało”. Ostatnia płyta O nic mnie nie pytaj została nominowana do nagrody Fryderyki 2010.  

## Skład
- Janusz "Estep" Wykpisz – śpiew
- Sławek "Hetman" Sobieski – gitara
- Andrzej "Dżino" Malcher – gitara basowa
- Tomasz Bubieńczyk – perkusja
- Bogusław Kłak -- klawisze

### Byli członkowie
- Jacek „Orzeł" Lubiński
- Leszek „Krawczan" Krawczewski
- Krzysztof Burdzy
- Wojtek Szajwaj
- Andrzej „Ostry" Pawlikowski
- Waldemar „Ace" Mleczko
- Bartek „Boruta" Łęczycki
- Artur Kowalczyk
- Andrzej "Urko" Urban
- Igor Łojko[3]

## Dyskografia
- 1991 - Rythm and blues
- 1994 - Musisz to mieć
- 1996 - 100% na żywo
- 1998 - Polaczek... czyli rura
- 2006 - Zawsze w stronę bluesa
- 2009 - O nic mnie nie pytaj
- 2012 - Siedem